# Царски пингвин
Царски пингвин (лат. Aptenodytes forsteri) је највиша и најтежа врста од 17 врста пингвина. Заједно са краљевским пингвином чини род Aptenodytes којем уједно припадају ове две највеће врсте пингвина на свету. То је једина врста која цео свој живот проведе на Антарктику. Царски пингвини се углавном хране рачићима или криловима, док повремено могу да једу и мању рибу и лигње. У дивљини, ови пингвини живе око 20 година, док је забележен максимум од око 40 година. Царске пингвине не би требало мешати са њиховим блиским рођацима, краљевским пингвинима.

## Изглед
Одрасли пингвини су просечне висине од 1,3 метара и тежине између 20 и 45 килограма. То су пете по реду најтеже данашње птице. Најтежа позната јединка је имала 46 килограма. Глава и крила су црна, трбух бео, леђа су плавкасто-сива, док је кљун љубичасто-розе. Са обе стране врата се налазе златна полукружна обележја. Царски пингвин поседује дебео слој перја који покрива цело тело осим ногу и унутрашњости крила. Перје представља непромочиви слој око пингвиновог тела.
Да се не би смрзли у леденој води пингвини имају неколико слојева густог перја и дебео слој поткожног сала. Када стоје на леду, посебан крвоток одржава унутрашњу топлоту крвних судова и на тај начин спречава губитак топлоте преко коже, односно спречава да им се ноге смрзну. Пилићи царског пингвина су прекривени дебелим слојем светло сивог паперја. Њихов прекривач обезбеђује потребну топлоту телу, јер у том узрасту они нису способни да сами одржавају температуру свог тела.

## Понашање
Царски пингвини су изузетно друштвене животиње. Један од начина на који ови пингвини одржавају топлоту када температура падне или отпочну налети ветра јесте да се збију у гомилу. Гомила настаје када се окупе стотине, па чак и хиљаде мужјака. Ове птице се непрекидно крећу, полако се померајући од спољашњих, хладних кругова, ка топлом средишту, где нема ветра. Температура унутар те гомиле може достићи чак 25 °C.
Ови пингвини су активни и дању и ноћу. Одрасле јединке праве гнезда и потрази су за храном током целе године. Од јануара до марта се разилазе одлазећи и путујући у океане у групама. Могу да зароне на дубину од 150 до 250 метара у океан; највећа измерена дубина је износила 565 метара. Без ваздуха могу да издрже око 15-20 минута. Пливају брзином од 6-9 km/h, али могу да достигну највећу брзину од 19 km/h на кратким деоницама. Одлични су ловци и примењују разне тактике како би дошли до плена. На пример, дувају балончиће у пукотинама леда да би истерали рибе које се у њима крију.
На копну се крећу наизменично несигурним корачањем и клизањем по леду на њиховим стомацима крећући се одгуривањем ногама и крилима налик на пераја. Током почетка антарктичке зиме, у марту и априлу, сви одрасли царски пингвини путују у колонијама до области гнездења.

## Размножавање
Царски пингвини први пут почињу да се размножавају када напуне приближно пет година. Они путују чак 90 km у унутрашњост копна да би стигли до области где ће да се паре. У колонији за размножавање сви мужјаци и женке налазе свог пара. Царски пингвини су изразито моногамни организми - привржени су свом пару током целе године. Међутим, сваке наредне године траже новог партнера са којим ће се парити.
У овом пустом, снегом прекривеном свету, прављење гнезда не представља проблем зато што царски пингвини и не праве гнезда. У мају или јуну, женка снесе једно јаје, тешко 450 грама и даје га свом партнеру. Она тада путује до мора да би се хранила, а вратиће се баш када буде време да се пиле излеже. У наредних 65 дана јаје непрекидно чува мужјак на својим ногама, покривајући га кожним набором на којем нема перја. Он се за то време неће хранити - преживеће захваљујући масним залихама и највећим делом ће преспавати како би сачувао што више енергије. Ако се пиле ипак излеже пре него што се мајка врати, мужјак ће га хранити белом, млечном материјом коју продукује жлезда у једњаку.
После отприлике два месеца, женка се враћа. Она проналази свог партнера међу стотинама других мужјака и преузима бригу о младунчету хранећи га храном из свог желуца. Мужјак тада одлази у море да се храни али због отапања леда ће остати краће него прошли пут. Вратиће се након неколико недеља, када ће оба родитеља да греју пиле на својим ногама, хранећи га из својих уста у наредних осам недеља. После тога је довољно одрасло да и само безбедно може да стане лед. Најзад, родитељи и пилићи се враћају у море да би провели остатак лета тамо да се хране.
Када су млади коначно спремни да брину о себи, већ је децембар. Тада је на Антарктику лето. Током зиме, најближа незалеђена вода може од колоније бити удаљена и до 80 km. У лето, лед на коме су се излегли пилићи, почиње да пуца па их до мора не чека далек пут. Одрасли одлазе како би изнова започели циклус, па млади морају да науче да пливају и сами налазе храну.

## Распрострањеност и популација
Појас на Антарктику који обухвата станиште царских пингвина је између 66º и 77º јужне географске ширине. Углавном се увек размножавају на пространим леденим масама, до 18 километара удаљених од обале. Целокупна популација се креће око 400,000-450,000 јединки, које су распоређене међу чак 40 независних колонија. Процењује се да се око 80.000 парова размножава у околини Росовог мора.

## Занимљивости
- У једној колонији има чак и до 60.000 пингвина.
- Родитељи младе хране на свака три или четири дана.
- Процењује се да је популација царских пингвина између 150.000 и 200.000 парова. У погледу угрожености врста се сматра стабилном.